# Karmic Hit
Karmic Hit war ein australisches Musiklabel. Es wurde gegründet von John Kilbey, dem Bruder von Steve Kilbey.
Stilistisch bewegen sich die Veröffentlichungen in einer breiten Spanne, die Singer-Songwriter (Kilbey) ebenso umfasst wie Indie (Beangrowers) und Psychedelic Rock (The Church) sowie Elektropop, IDM, Techno, Ambient und Experimental (Snog).
Im März 2010 wurde in einer Google Group ein Mailing des Labelgründers veröffentlicht, dass es bei Karmic Hit noch zwei Alben geben solle und das Label dann schließen werde.

## Veröffentlichungen (Auswahl)
- Bhagavad Guitars – Hypnotised (1992)
- Beangrowers – Dance Dance Baby (2005)
- The Church – Sometime Anywhere (1994)
- Big Spaceship – Dream On (2005)
- Flywheel – What to Look for in Summer (2006)
- Isidore – Isidore (2004)
- Jack Frost – Snow Job (1996)
- Steve Kilbey – Acoustic and Intimate (2000)
- Pugwash – Earworm  (2003)
- Snog – Beyond the Valley of the Proles (2003)
- Warp Factor 9 – Five Days in a Photon Belt (1993)